# 中 (土浦市)

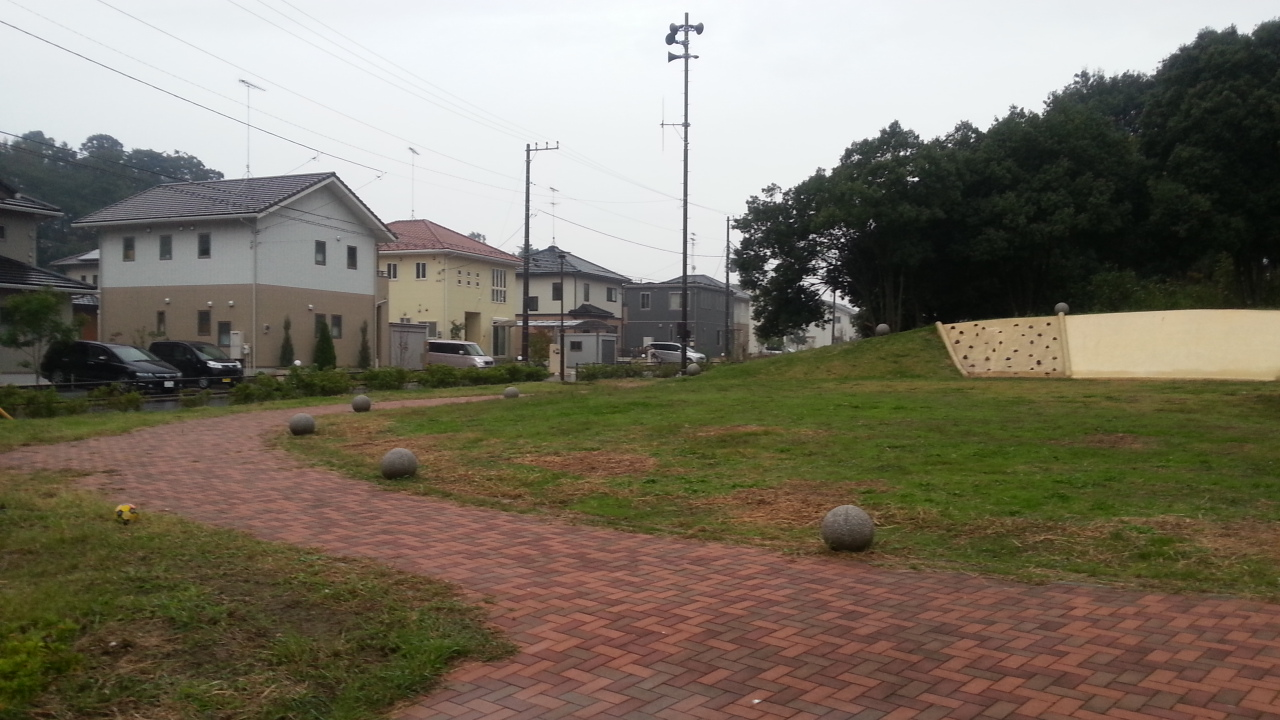
仲の杜

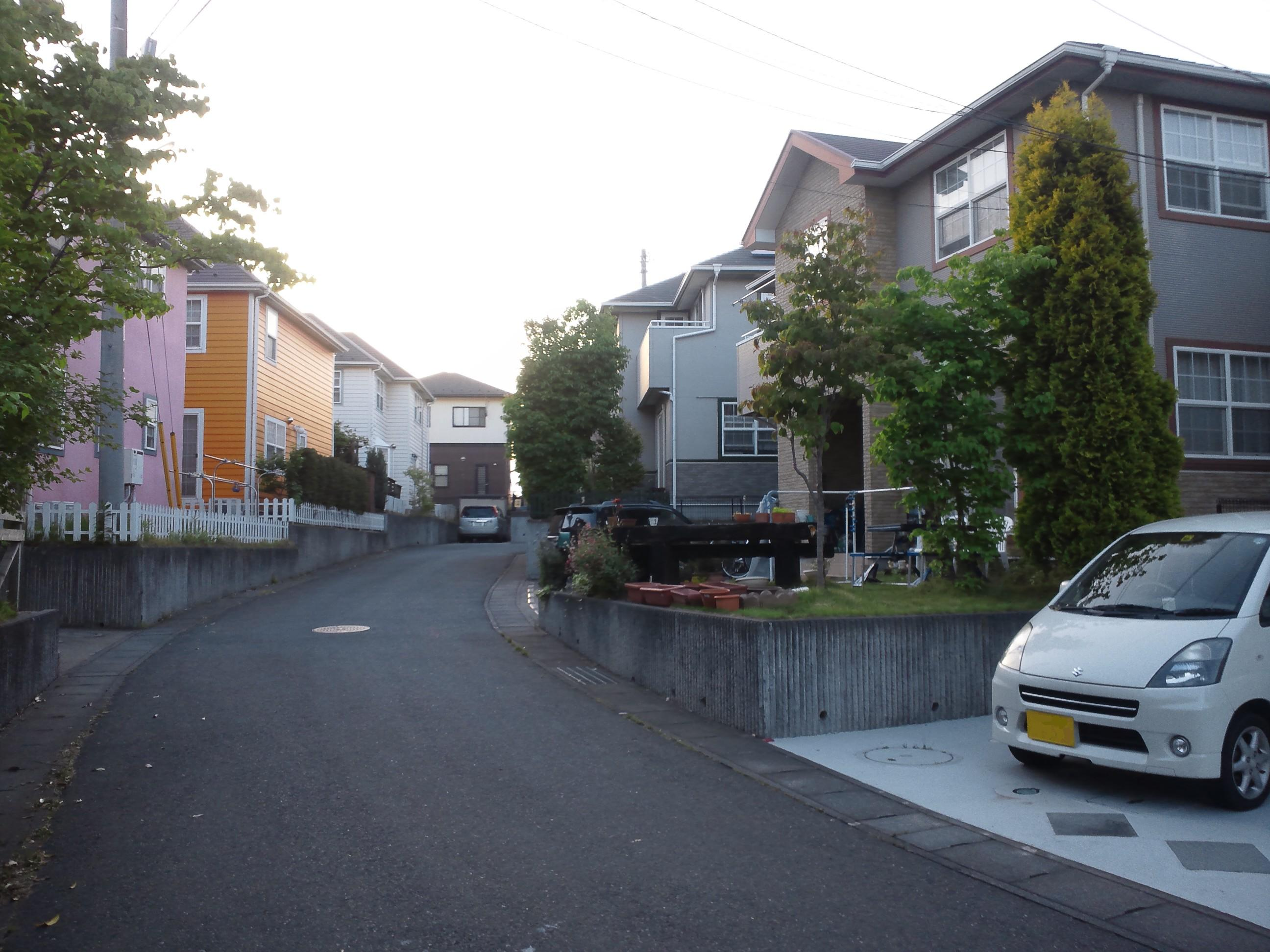
イーストガーデンの街並み

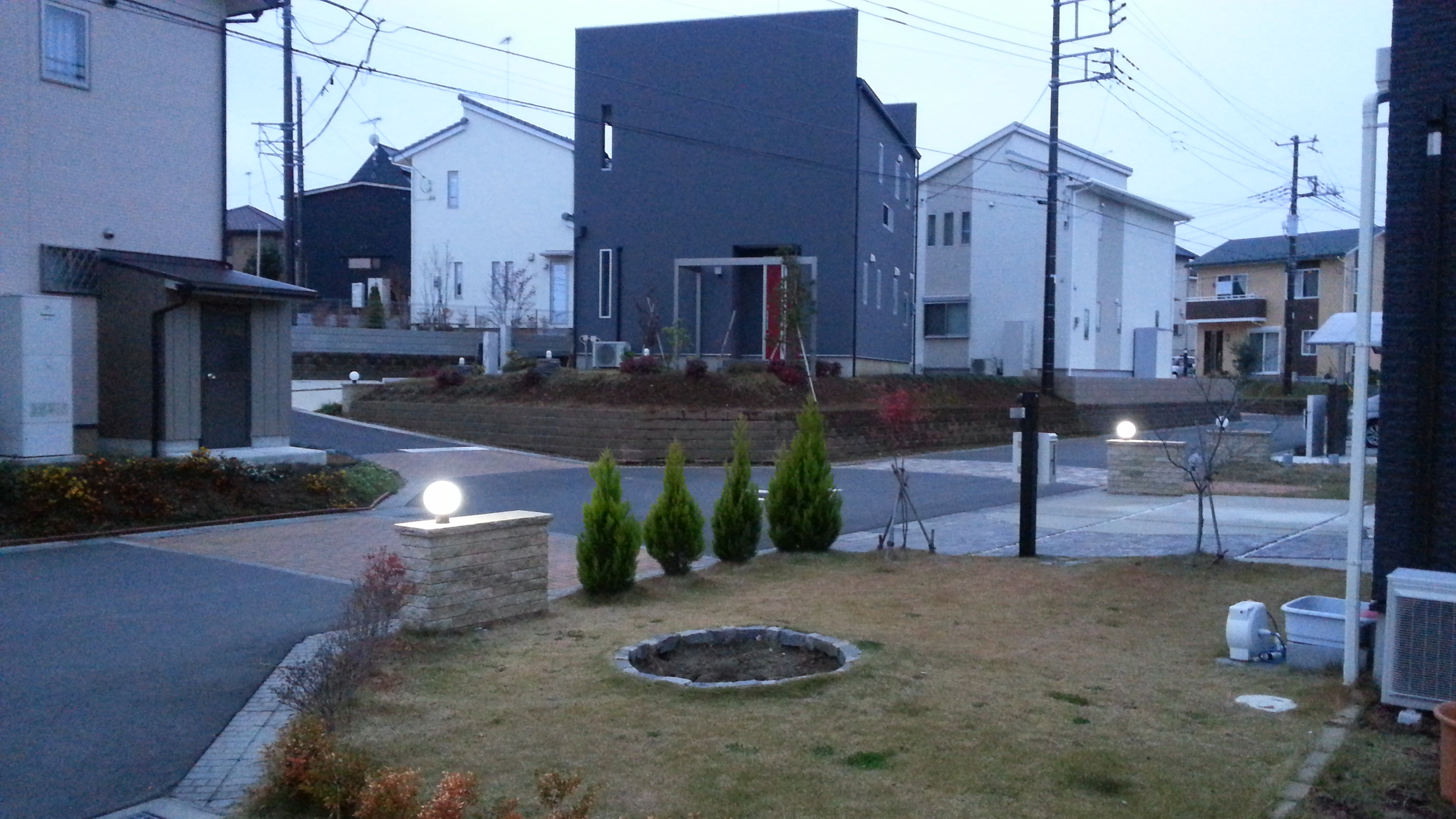
仲の杜(2)

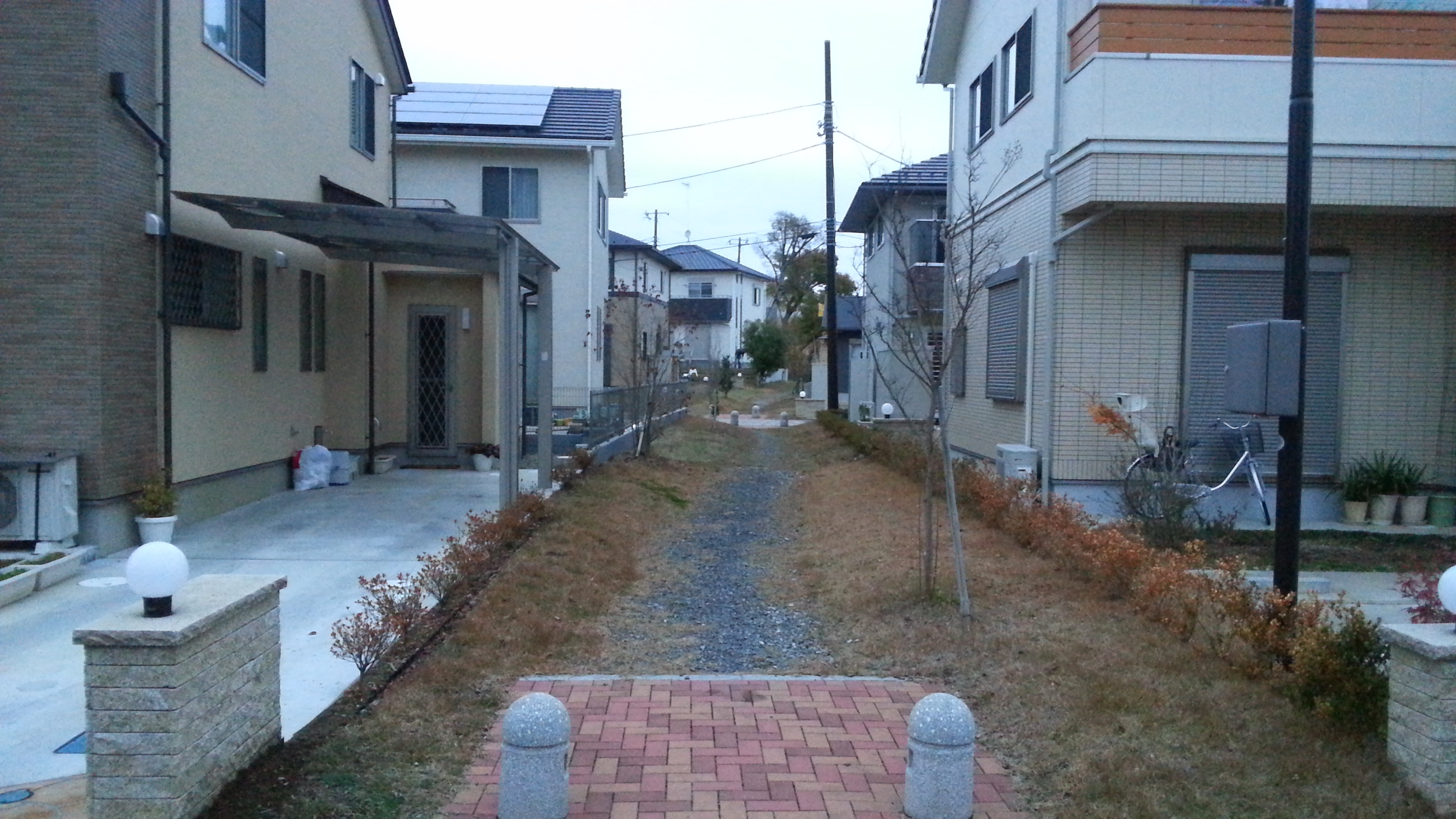
仲の杜(3)

中（なか）は、茨城県土浦市の地名。2012年11月1日現在の常住人口調査による人口は2,308人。郵便番号は300-0841。

## 地理
中村町一区、六区、八区と区分けされている。残りの三区や九区などは1983年5月20日に中村南が成立するまで存在していた。中村九区は中村南六丁目の学園東大通りにあるバス停の名前として残っている。近年、地内の各地で住宅開発が進められ、人口が増加している。

## 歴史
江戸時代には水戸街道の宿場町（中村宿）であった。

## 交通

### 道路
- 国道6号
- 土浦バイパス
- 国道125号阿見美浦バイパス
- 国道354号

## 施設
- 竹岸食肉専門学校
- 土浦市立東小学校
- 中村第4公園
- 中村第5公園
- 中第1公園
- 中第2公園
- 中第3公園
- 原の前公園
- 原の前第2公園
- 原の前第3公園
- 原の前第4公園
- 県南病院
- 県営中アパート
- プリマハム茨城工場

## 小・中学校の学区
全域が土浦市立東小学校、土浦市立土浦第三中学校の学区となっている。
| 区   | 番地 | 小学校           | 中学校                 |
| ---- | ---- | ---------------- | ---------------------- |
| 一区 | 全域 | 土浦市立東小学校 | 土浦市立土浦第三中学校 |
| 六区 | 全域 | 土浦市立東小学校 | 土浦市立土浦第三中学校 |
| 八区 | 全域 | 土浦市立東小学校 | 土浦市立土浦第三中学校 |